# 55576 Amycus
55576 Amycus este o planetă minoră (asteroid), cu un diametru de 100,9 km, din Centaur. A fost descoperită pe 8 aprilie 2002 la Observatorul Palomar de Near Earth Asteroid Tracking și a fost numită după Amycus⁠(d). 
Obiectul prezintă o orbită caracterizată de o semiaxă mare de 24,957680147313 de UAi, o excentricitate de 0,931, o înclinație de 13,55 ° în raport cu ecliptica.